# 耶尔河 (卢瓦河支流)
耶尔河（法語：Yerre，法語發音：[jɛʁ]）是法国中央-盧瓦爾河谷大區厄尔-卢瓦省，是卢瓦河的右支流，长48.7千米。